# Catherine Byrne
Pour les articles homonymes, voir Byrne.
Catherine Byrne, née le 26 février 1956 à Dublin dans le quartier de Bluebell, est une femme politique irlandaise. Elle est élue le 24 mai 2007, Teachta Dála dans la circonscription de Dublin South-Central. Elle siège au Dáil Éireann avec les élus du Fine Gael.
Catherine Byrne se présente sans succès à la députation lors des élections générales irlandaises de 2002. Elle est élue lors de sa tentative suivante dans la Circonscription électorale de Dublin South-Central. Elle est membre du Dublin City Council pour le sud-ouest de l'agglomération et a tenu le rôle honorifique de Lord-maire de Dublin en 2005.
Élue au Dáil Éireann, elle est la porte-parole du Gouvernement pour les questions communautaires les Affaires rurales et le Gaeltacht avec comme responsabilité particulière la stratégie nationale contre la drogue entre 2007 et 2010.
Byrne est sous le Gouvernement de Leo Varadkar Ministre d'État pour la promotion de la santé.